# Доњи Петрич
Доњи Петрич (алб. Pjetërq i Poshtëm) је насељено место у општини Клина, на Косову и Метохији. Према попису становништва из 2011. у насељу је живело 160 становника.

## Становништво
Према попису из 2011. године, Доњи Петрич има следећи етнички састав становништва:
| Националност | 2011.         |
| Албанци      | 160 (100,00%) |
| Укупно       | 160           |

| Демографија | Демографија | Демографија |
| Година      | Становника  | Становника  |
| ----------- | ----------- | ----------- |
| 1948.       | 353         |             |
| 1953.       | 358         |             |
| 1961.       | 428         |             |
| 1971.       | 444         |             |
| 1981.       | 457         |             |
| 1991.       | 526         |             |
| 2011.       | 160         |             |